# 四日市市立笹川西小学校
四日市市立笹川西小学校（よっかいちしりつささがわにししょうがっこう）は、三重県四日市市笹川5丁目にあった公立小学校。
1975年（昭和50年）4月1日、笹川東小学校より分離し設立。
学校創立から44年を迎えた2019年に、笹川東小学校と統合し、四日市市立笹川小学校となった。
その後旧笹川西小学校は、老人ホームなどに活用される予定。